# Гигаури, Давид
Давид Гигаури (груз. დავით გიგაური ; 12 сентября 1958, Тбилиси, Грузинская ССР, СССР) — советский борец вольного стиля, призёр чемпионата Европы, двукратный чемпион СССР, мастер спорта СССР международного класса.

## Биография
В мае 1980 года на чемпионате СССР в Москве занял 4 место. В июне 1982 года в Орджоникидзе стал чемпионом страны. В марте 1983 года в Ашаффенбурге выиграл Гран-При Германии. В июне 1983 года в Будапеште стал бронзовым призёром Чемпионата Европы.

## Спортивные результаты
- Чемпионат СССР по вольной борьбе 1980 — 4;
- Чемпионат СССР по вольной борьбе 1982 — ;
- Гран-При Германии 1983 — ;
- Чемпионат Европы по борьбе 1983 — ;